# レスキューペット ロボゴボ
レスキューペット ロボゴボ（Robogobo）は、アメリカ合衆国で2025年1月17日からディズニージュニアで放送されているテレビアニメ。2025年4月1日からDisney+で配信されている。日本では2025年5月5日から同局で第1話・第2話が放送されており、5月10日からレギュラー番組として土曜・日曜13時30分に放送される。

## キャラクター
ダックス
声 - ジャスラー・ヤング、日 - 山村響
ブースター
声 - ブライデン・モーガン、日 - 富樫美鈴
ホッパー
声 - グレイセン・ニュートン、日 - 田村奈央
シェリー
声 - レイリ・アーマデャイヤー、日 - 引坂理絵
アリー
声 - アズーリ・ハーディ、日 - 礒部花凜
ウィンゴ
声 - ディー・ブラッドリー・ベイカー、日 - 不明
ジル
声 - ディー・ブラッドリー・ベイカー、日 - 不明
ギミー・ピッグ
声 - ミシェル・ウィットフィールド、日 - 三好翼
スリンク
声 - シンシア・エリヴォ、日 - 坂本悠里
キース
声 - ?、日 - 木村宗一郎
パプシクル
声 - テイ・ディグス、日 - 丸中康司
ペップ
声 - ?、日 - 佐久間友理
マリソル
声 - ?、日 - 新井笙子
リスキー
声 - ?、日 - 堀籠沙耶
クラビサ
声 - ?、日 - 杏寺円花
ルビー
声 - ?、日 - 杏寺円花
ドクター(?)・ヴォーン
声 - デュール・ヒル、日 - 上住谷崇
ビーティ
声 - ?、日 - 朝月ひな

## エピソード
| 話数 | 邦題                 | 原題 | 日本放送日   |
| ---- | -------------------- | ---- | ------------ |
| 1    | ピザパニック         |      | 2025年5月5日 |
| 1    | るすばんでおおさわぎ |      | 2025年5月5日 |
| 2    | みんなおんなじ       |      | 2025年5月5日 |
| 2    | ハチャメチャサロン   |      | 2025年5月5日 |

## 主題歌
- 「Robogobo」

歌 - 不明（英語版）、隆成（日本語版）